# الجبله العليا (الملاح)

تعديل مصدري - تعديل

الجبله العليا هي إحدى قرى عزلة الملاح بمديرية الملاح التابعة لمحافظة لحج، بلغ تعداد سكانها 209 نسمة حسب تعداد اليمن لعام 2004.